# Chiesa di Santa Maria della Vittoria (Praga)
La Chiesa di Santa Maria della Vittoria (in ceco Kostel Panny Marie Vítězné) è una chiesa di Praga, sita nel quartiere di Malá Strana.

## Storia
Originariamente la chiesa era dedicata alla Trinità e fu costruita per i luterani tedeschi dall'architetto Giovanni Maria Filippi. Successivamente alla battaglia della Montagna Bianca, la chiesa venne donata ai carmelitani. Questi ultimi la ricostruirono dedicandola alla vittoria.
La chiesa è famosa per ospitare la statua del Bambino Gesù di Praga, portata dalla Spagna dalla principessa Polyxena Lobkowicz, che la donò all'ordine nel 1628.